# Yunnanilus pachycephalus
Yunnanilus pachycephalus е вид лъчеперка от семейство Nemacheilidae.

## Разпространение
Видът е разпространен в Китай (Юннан).